# Diète élémentaire
Pour les articles homonymes, voir régime.
Un régime élémentaire est un régime qui consiste à ingérer, ou dans des cas plus graves, l’utilisation d’une sonde gastrique ou d’une alimentation intraveineuse, de nutriments liquides sous une forme facilement assimilable. Il est généralement composé d'acides aminés, de graisses, de sucres, de vitamines et de minéraux. Ce régime, cependant, manque de protéines entières ou partielles en raison de sa capacité à provoquer une réaction allergique chez certaines personnes.

## Efficacité
Rien ne prouve que les régimes élémentaires soient efficaces dans le traitement de la pouchite chronique.
Il existe certaines preuves qu'un régime élémentaire pourrait être utile pour induire une rémission chez les personnes présentant une prolifération bactérienne dans l'intestin grêle. Le régime élémentaire est le plus souvent prescrit aux patients qui ne tolèrent pas les antibiotiques ou n'ont pas répondu au traitement antibiotique car le régime est restrictif et peut être désagréable ou coûteux,.

## La description
Le régime élémentaire consiste en un mélange d'acides aminés essentiels et d'acides aminés non essentiels, de lipides et de sucres. Des vitamines hydrosolubles, des vitamines liposolubles et des électrolytes sont souvent ajoutés. Le régime élémentaire est parfois introduit progressivement sur une période de trois jours chez les patients, en augmentant chaque jour les restrictions alimentaires pour réduire le risque de diarrhée et de coliques abdominales,. Il peut être administré par voie orale ou par sonde naso-gastrique si le patient présente une intolérance au liquide.

## Effets indésirables
Beaucoup de patients sont incapables de tolérer le goût, même si le régime est aromatisé, et choisissent de le recevoir par voie intragastrique. La teneur élevée en sucre peut entraîner des nausées et des diarrhées, ce qui peut également se compliquer d'hyperglycémie chez les patients présentant un diabète préexistant. En raison de la disparition des bactéries saines au sein du microbiote intestinal, via une perte de leur source de nourriture, l'utilisation prolongée d'un régime élémentaire augmente le risque de développer une colonisation, voire une infection par le Clostridium difficile.